# ایناف ایز ایناف
ایناف ایز ایناف (به انگلیسی: Enough Is Enough) سازمانی غیر انتفاعی در آمریکاست که برای امن کردن اینترنت برای کودکان (خصوصاً پیرامون محتوای پورنوگرافی) تلاش می‌کند و در تصویب قوانینی در این زمینه نقش داشته‌است. این سازمان جزئی از جنبش ضد پورنوگرافی در آمریکا است.